# Jordskælvet i Tibet 2025
Jordskælvet i Tibet 2025 var et jordskælv, der startede kl. 9.05 om morgenen 7. januar 2025, lokal tid i nærheden Xigazê, der er den næststørste by i Tibet og ca. 75 km fra Mount Everest. Skælvet foregik i 10 km's dybde og blev målt til en styrke på 6,8 MS af Kinas Jordskælvsnetværkscenter og 7,1 MWW af det amerikanske geologiske undersøgelsesinstitut. I forbindelse med jordskælvet er mindst 126 mennesker omkommet og flere end 188 mennesker kommet til skade. Skælvet kunne også mærkes i Nepal og i det nordlige Indien. Jordskælvet beskadigede 3.600 bygninger, der primært består af sten, mudder og træbjælker.